# Khulna Medical University
Die Khulna Medical University (bengalisch খুলনা মেডিক্যাল বিশ্ববিদ্যালয় IAST Khulanā mēḍikēla biśbabidyālaẏa) ist eine staatliche medizinische Universität in Khulna, Bangladesch. Es wurde für die Aufsichtspersonen aller medizinischen Hochschulen und Krankenpflegeschulen der Division Khulna eingerichtet.

## Geschichte
Das Büro des Premierministers (PMO) genehmigte den Vorschlag zur Gründung der Sheikh Hasina Medical University in Khulna.
Das Gesetz Nr. 06 von 2021 Sheikh Hasina Medical University, Khulna Act, 2021 wurde erlassen und der Betrieb mit den angeschlossenen Bildungseinrichtungen der Rajshahi Medical University in der Region Khulna aufgenommen.
Nach dem Sturz der von Sheikh Hasina geführten Awami-Liga-Regierung erließ die Übergangsregierung von Bangladesch am 13. April 2025 eine Verordnung, mit der die Universität von der Sheikh Hasina Medical University, Khulna in Khulna Medical University umbenannt wurde.

## Angegliederte Hochschulen
Öffentlich
- Khulna Medical College, Khulna
- Jashore Medical College, Jashore
- Kushtia Medical College, Kustia
- Satkhira Medical College, Satkhira
- Magura Medical College, Magura

Privat
- Gazi Medical College, Khulna
- Ad-Din Akij Medical College, Khulna
- Khulna City Medical College, Khulna
- Ad-Din Sakina Woman's Medical College, Jashore

### Krankenpflegeschule
- Khulna Nursing College, Khulna
- Khulna Momota Nursing College, Khulna
- Asiatische Krankenpflegeschule, Khulna
- Nargis Memorial Nursing College, Bagerhat
- World Nursing College, Magura